# Oskar Frölich
Emil Adolf Oskar Frölich (Berna, 23 de novembro de 1843 — Berlim, 6 de julho de 1909) foi um engenheiro suíço.
Trabalhou em Berlim nas áreas de eletrotécnica, telegrafia, eletroquímica e aquecimento solar.
Em 1868 obteve o doutorado na Universidade de Königsberg com a tese Über den Einfluss der Absorption der Sonnenwärme in der Atmosphäre auf die Temperatur der Erde, orientado por Franz Ernst Neumann.
Em 1873 foi o primeiro físico a ser contratado pela Siemens, a fim de investigar o magnetismo.

## Publicações
- Die dynamoelektrische Maschine. Eine physikalische Beschreibung für den technischen Gebrauch; Springer, 1886
- Stand und Zukunft der Acetylenbeleuchtung (com H. Herzfeld; Im Auftrag des Calciumcarbid- und Acetylengasvereins) Springer, 1898
- Ueber die bei der Einwirkung von Stickoxydgas auf Brom entstehenden Producte[5]
- Die Lehre von der Elektrizität und dem Magnetismus mit besonderer Berücksichtigung ihrer Beziehungen zur Telegraphie. Julius Springer, Berlin 1878 (online) (Karl Eduard Zetzsche: Handbuch der elektrischen Telegraphie. Bd. 2).